# Stefan Długołęcki
Stefan Długołęcki (ur. 27 lipca 1906 w Montrealu, zm. 14 grudnia 1948 w Warszawie) – podpułkownik Wojska Polskiego.

## Okres przedwojenny
Był synem Albina i Natalii. Razem z rodzicami wrócił z Kanady do kraju. W czerwcu 1926 roku uzyskał maturę w Gimnazjum Męskim koła Polskiej Macierzy Szkolnej w Płońsku. Studiował prawo na UW, przerwał studia, działał w Związku Strzeleckim w Działdowie. W latach 1928–1929 odbył obowiązkową służbę wojskową w baonie podchorążych rezerwy piechoty nr 4 i w 32 Pułku Piechoty w twierdzy Modlin. Mianowany podporucznikiem rezerwy piechoty ze starszeństwem z 1 stycznia 1933 roku. Następnie pracował w administracji państwowej na Pomorzu Gdańskim i w Działdowie jako urzędnik skarbowy.

## Okres wojny
W kampanii wrześniowej 1939 roku walczył w szeregach macierzystego 32 Pułku Piechoty między innymi w obronie Modlina. Po poddaniu twierdzy znalazł się w obozie jenieckim II C Woldenberg w Dobiegniewie.

## Okres powojenny
Wiosną 1945 roku wrócił do domu rodziców w Milewie koło Płońska. We wrześniu tego roku powołany do wojska, zatrudniony w MON, przed aresztowaniem szef II Wydziału Budowlanego w stopniu ppłka.

## Aresztowanie, proces, stracenie
Aresztowany 14 lutego 1948 roku razem z Jerzym Brońskim, Janem Czeredysem i Feliksem Stroińskim, i oskarżony o współudział w stworzeniu „monopolu prywatnych firm na dostawy do wojska”. Dręczony podczas przesłuchań: „...polecili mu się rozebrać, związali mu ręce i nogi, a następnie po zakneblowaniu mu ust chusteczką kopali go, bili pasem i kijem po całym ciele, do tego stopnia, że ciało mu spuchło i zsiniało, a do celi sprowadzał go klucznik...”. Oficerem śledczym był mjr. rez. Mieczysław Lis. 3 listopada 1948 roku NSW w Warszawie skazał go, razem ze współpodsądnymi w tzw. sprawie kwatermistrzowskiej (S.3292) na podst. 3 §2 Dekr.13.06.1946 na karę śmierci. Stracony 14 grudnia 1948 roku.

## Rehabilitacja
Wyrokiem WO 205/95 z dnia 31 maja 1996 Izba Wojskowa Sądu Najwyższego uchyliła orzeczenie wydane w 1948 r. – Stefan Długołęcki został uniewinniony (wraz z pozostałymi skazanymi i straconymi).

## Upamiętnienie
Od 2012 trwała próba określenia miejsca pochówku w ramach Projektu Poszukiwań Miejsc Pochówku i Identyfikacji Ofiar Totalitaryzmów (Instytut Pamięci Narodowej, Ministerstwo Sprawiedliwości oraz ROPWiM). Szczątki ppłk. Stefana Długołęckiego zostały odnalezione w 2013 r. na terenie kwatery „Ł” Cmentarza Wojskowego na Powązkach w Warszawie, w trakcie II etapu prac poszukiwawczych prowadzonych przez zespół pod kierunkiem prof. Krzysztofa Szwagrzyka. Identyfikacja szczątków została ogłoszona 21 kwietnia 2017 podczas uroczystości w Pałacu Prezydenckim. 22 września 2019 w Kwaterze na Łączce odbył się pogrzeb 22 oficerów i żołnierzy straconych w więzieniu na Mokotowie, w tym ppłka Stefana Długołęckiego; wszyscy zostali pochowani w Panteonie – Mauzoleum Wyklętych-Niezłomnych na Łączce.